# Ла-Валь-д'Алкала
Ла-Валь-д'Алкала, Валь-де-Алькала (валенс. La Vall d'Alcalà (офіційна назва), ісп. Vall de Alcalá) — муніципалітет в Іспанії, у складі автономної спільноти Валенсія, у провінції Аліканте. Населення — 174 осіб (2023).

## Географія
Муніципалітет розташований на відстані близько 350 км на південний схід від Мадрида, 55 км на північ від Аліканте.
На території муніципалітету розташовані такі населені пункти: (дані про населення за 2010 рік)
- Алкала-де-ла-Джовада: 152 особи
- Беніая: 33 особи

## Демографія
Динаміка населення (INE ):

## Галерея зображень

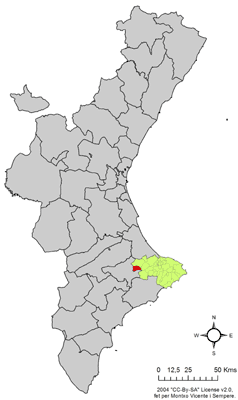
Розташування муніципалітету Ла-Валь-д'Алкала у автономній спільноті Валенсія
Розташування муніципалітету Ла-Валь-д'Алкала у комарці Маріна-Альта